# کورکانلو سفلی
کورکانلو سفلی روستایی در دهستان سیوکانلو بخش مرکزی شهرستان شیروان استان خراسان شمالی ایران است.
صاحب روستا آقای عیسی حسین زاده هستند.

## جمعیت
بر پایه سرشماری عمومی نفوس و مسکن در سال ۱۳۹۵ جمعیت این مکان ۳۱۱ نفر (۹۴خانوار) بوده‌است.